# Ozero Dikoje (sjö i Belarus, Mahiljoŭs voblast)
Ozero Dikoje (ryska: Озеро Дикое) är en sjö i Belarus.   Den ligger i voblasten Mahiljoŭs voblast, i den centrala delen av landet, 140 km sydost om huvudstaden Minsk. Ozero Dikoje ligger 141 meter över havet. Arean är 0,21 kvadratkilometer. Den sträcker sig 0,5 kilometer i nord-sydlig riktning, och 0,7 kilometer i öst-västlig riktning.
I omgivningarna runt Ozero Dikoje växer i huvudsak blandskog. Runt Ozero Dikoje är det ganska glesbefolkat, med 43 invånare per kvadratkilometer.